# Diecezja Perpignan-Elne
Diecezja Perpignan-Elne – diecezja Kościoła rzymskokatolickiego w południowej Francji. Została erygowana w VI wieku jako diecezja Elne. W 1601 uzyskała obecną nazwę. W 1801 zniesiono ją, lecz już w 1822 została przywrócona. Podczas reformy administracyjnej Kościoła francuskiego, przeprowadzonej w 2002, została przeniesiona ze zlikwidowanej wówczas metropolii Albi do nowo powstałej metropolii Montpellier.